# トム・ミケル
トム・ミケル（Tom Mickel, 1989年4月19日 - ）は、ドイツ・ホイエルスヴェルダ出身の元サッカー選手。現役時代のポジションはGK。

## 経歴
エネルギー・コットブスのリザーブチームを経たのち、2009-10シーズンよりハンブルガーSVに3年契約で移籍した。しかし、レネ・アドラーが正守護神であったことからリザーブチームでの出場がほとんどであった。
6ヶ月間の契約を残し、2012-2013シーズンよりSpVggグロイター・フュルトに3年契約で加入した。
2015-16シーズンよりハンブルガーに復帰した。